# Olexandr Jyzhniak
Olexandr Olexandrvoych Jyzhniak (en ucraniano: Олександр Олександрович Хижняк; Poltava, 3 de agosto de 1995) es un deportista ucraniano que compite en boxeo.
Participó en dos Juegos Olímpicos de Verano, obteniendo dos medallas plata en Tokio 2020 (75 kg) y oro en París 2024 (80 kg). En los Juegos Europeos obtuvo tres medallas, bronce en Bakú 2015 (81 kg), oro en Minsk 2019 (75 kg) y oro en Cracovia 2023 (80 kg).
Ganó una medalla de oro en el Campeonato Mundial de Boxeo Aficionado de 2017 y una medalla de oro en el Campeonato Europeo de Boxeo Aficionado de 2017.

## Palmarés internacional
| Juegos Olímpicos   | Juegos Olímpicos    | Juegos Olímpicos  | Juegos Olímpicos |
| Año                | Lugar               | Medalla           | Categoría        |
| ------------------ | ------------------- | ----------------- | ---------------- |
| 2020               | Tokio (Japón)       | Medalla de plata  | 75 kg            |
| 2024               | París (Francia)     | Medalla de oro    | 80 kg            |
| Campeonato Mundial |                     |                   |                  |
| Año                | Lugar               | Medalla           | Categoría        |
| 2017               | Hamburgo (Alemania) | Medalla de oro    | 75 kg            |
| Juegos Europeos    |                     |                   |                  |
| Año                | Lugar               | Medalla           | Categoría        |
| 2015               | Bakú (Azerbaiyán)   | Medalla de bronce | 81 kg            |
| 2019               | Minsk (Bielorrusia) | Medalla de oro    | 75 kg            |
| 2023               | Nowy Targ (Polonia) | Medalla de oro    | 80 kg            |
| Campeonato Europeo |                     |                   |                  |
| Año                | Lugar               | Medalla           | Categoría        |
| 2017               | Járkov (Ucrania)    | Medalla de oro    | 75 kg            |